# Ripenda Verbanci
Ripenda Verbanci – wieś w Chorwacji, w żupanii istryjskiej, w mieście Labin. W 2011 roku liczyła 86 mieszkańców.